# 호스트 카드 에뮬레이션
호스트 카드 에뮬레이션(Host card emulation, HCE)은 소프트웨어만을 사용하여 다양한 전자 식별자(접근, 수송, 은행업무)의 정확한 가상 표현을 제공하는 소프트웨어 구조이다.
HCE 구조 이전에는 근거리 무선 통신을 이용한 NFC 거래가 주로 수행되었다.

## 역사
호스트 카드 에뮬레이션(HCE)은 2012년 심플리탭(SimplyTapp)사의 설립자 Doug Yeager와 Ted Fifelski가 만든 용어이며, 이 용어는 비접촉 지불 터미널과 원격으로 호스팅되는 보안 요소 간 통신 채널을 개방하는 기능을 기술하며 여기에는 금융 지불 카드 데이터가 포함되고 금융 거래 POS 터미널에서 수행될 수 있게 허용한다. 그들은 안드로이드 운영 체제에서 이 기술을 구현하였다. 당시 RIM은 "버추얼 타깃 에뮬레이션"이라는 이름의 비슷한 기술이 있었으며 블랙베리 볼드 9900 기기의 BB7 운영 체제에서 이용할 수 있게 할 예정이었다. HCE 이전에 카드 에뮬레이션은 물리적인 공간에서만 가능했는데, 이 말은 일반적으로 스마트폰 케이스 안에 들어가는 다목적 NFC 하드웨어를 통해 카드를 복제할 수 있다는 뜻이다.

## 이용
HCE는 모바일 기기와 다른 기밀 정보를 요청하는 장치 간 거래를 허용하기 위해 사용된다. 이 장치들에는 그 밖의 휴대기기, 비접촉 POS 터미널, 다양한 접근 제어 터치 패드를 포함할 수 있다. 이를테면, 안드로이드 개발자들은 HCE를 통해 특정한 지불 경험을 창출할 수 있는데, 이를테면 HCE를 사용하여 모바일 애플리케이션을 통행 카드로 활성화시킬 수 있다.